# RDS-41
La RDS-41, conocida también como 11D, fue la primera bomba nuclear soviética diseñada como proyectil de artillería. Fue diseñada y construida por el comité KB-11 bajo la dirección de M. A. Lavrentev a principios de los años 1950. Con un diámetro de 452 mm y una masa de 570 kilogramos, podía dispararse a una distancia de 25 kilómetros. Se probó por primera vez en el Polígono de Semipalatinsk el 16 de marzo de 1956 a las 5:00 (hora GMT). La bomba se colocó en una plataforma, explotando a 0,4 m de altura con un rendimiento de 14 kilotones, cercano al rendimiento máximo estimado.